# John G. Flett
John G. Flett (geb. 1972, auch John Flett) ist ein aus Neuseeland stammender evangelischer Theologe und Professor für Missionswissenschaft und Interkulturelle Theologie am Pilgrim Theological College in Melbourne, Australien sowie außerplanmäßiger Professor für Religionswissenschaft und Interkulturelle Theologie an der Kirchlichen Hochschule Wuppertal und stellvertretender Leiter des dortigen Instituts für Interkulturelle Theologie und Interreligiöse Studien (IITIS).

## Leben
Flett studierte und lehrte von 2004 bis 2009 Theologie an der University of Princeton, wo er 2009 einen PhD erwarb (summa cum laude). Sein Doktorvater war Darrell Guder.  Von 2009 bis 2010 war er Assistant Professor of Mission Theology an der Presbyterian University and Theological Seminary in Seoul, Süd-Korea. In den Jahren 2010–2015 wirkte er als Wissenschaftlicher Hochschulassistent an der Kirchlichen Hochschule Wuppertal/Bethel, wo er sich 2015 habilitierte. Seit 2015 lehrt er Missionswissenschaft und Interkulturelle Theologie am Pilgrim Theological College in Melbourne, Australien.
Flett ist Herausgeber der Reihe Beiträge zur Missionswissenschaft / Interkulturellen Theologie (zus. mit Henning  Wrogemann). Studienaufenthalte, Lehrveranstaltungen und Vorträge führten ihn in verschiedene Länder Afrikas (DR Kongo, Republik Süd-Afrika), Asiens (u. a. Süd-Korea, Indien, Papua-Neuguinea) sowie nach Deutschland, Schweiz, Niederlande, Rumänien und die USA.

## Werke

### Monographien
- Joy: A Companion to Missiology, Eugene (OR): Cascade. (erscheint 2022)
- Questions of Context: Reading a Century of German Mission Theology. Downers Grove (IL): InterVarsity Press Academic, 2020 (zus. mit Henning Wrogemann), ISBN 978-0-8308-5108-9.
- Apostolicity: The Ecumenical Question in World Christian Perspective. Downers Grove (IL): InterVarsity Press Academic, 2016, ISBN 978-0-8308-5095-2.
- The Witness of God: The Trinity, Missio Dei, Karl Barth, and the Nature of Christian Community. Grand Rapids (MI): Eerdmans, 2010, ISBN 978-0-8028-6441-3.

### Als Herausgeber
- mit Dorottya Nagy: T&T Clark Handbook to Intercultural Theology and Mission Studies London: T&T Clark. (erscheint 2023)
- ‘For I was hungry…’: Congregations and Church Agencies in Relationship Melbourne, VIC: Uniting Academic Press, 2021. (forthcoming)
- mit David W. Congdon: Converting Witness: Theology for a Pilgrim People Minneapolis, MN: Lexington Books-Fortress Academic, 2019, ISBN 978-1-9787-0841-9.
- Collision Crossroads: The Intersection of Modern Western Culture with the Christian Gospel. Auckland: The DeepSight Trust, 1998.

## Funktionen und Mitgliedschaften
- Mitglied der Wissenschaftlichen Gesellschaft für Theologie (WGTh)
- Mitglied der Deutschen Gesellschaft für Missionswissenschaft (DGMW)
- Mitglied der International Association for Mission Studies (IAMS)
- Mitglied der Australian Association for Mission Studies (AAMS)